# Patañjali (filosofo)

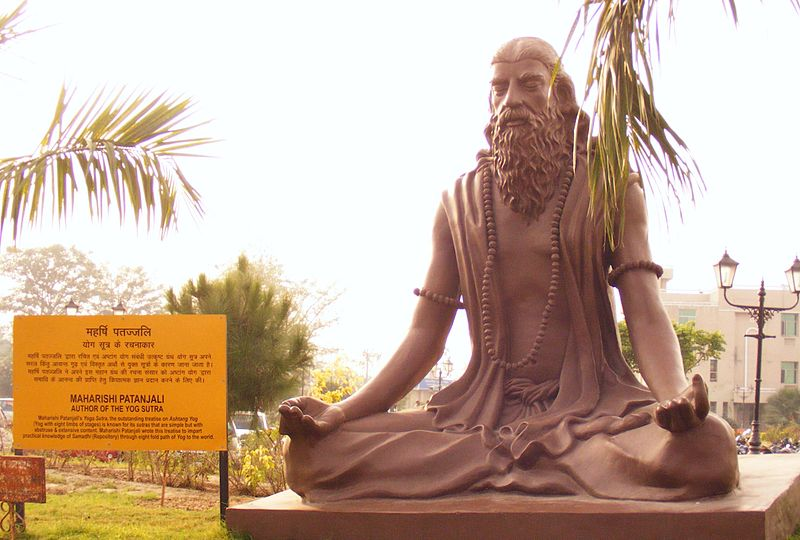
Statua moderna di Patañjali presso Yog Peeth, Haridwar

Patañjali (... – II secolo a.C.) è stato un filosofo indiano.

## Vita e opere
Tradizionalmente Patañjali (devanagari: पतञ्जलि) è collocato nel II secolo a.C., essendo stato erroneamente identificato con l'omonimo grammatico, vissuto in quell'epoca e commentatore del grammatico Pāṇini. Oltre le leggende, nulla si conosce della sua vita se non l'unica opera a lui attribuita, gli Yoga Sūtra, testo fondamentale dello Yoga darśana, e che contiene riferimenti alle scuole del Grande Veicolo del Buddhismo: con ogni probabilità la sua stesura finale va dunque collocata fra il V e il VI secolo d.C. Non è però da escludere che il testo si sia sviluppato a partire da frammenti o testi ben precedenti, e l'accademico Gavin Flood colloca fra il I secolo a.C. e il V secolo d.C. il periodo in cui il testo è stato iniziato e concluso, intervallo di tempo nel quale Patañjali è più realisticamente vissuto.
Si può pertanto ritenere che Patañjali abbia compilato insegnamenti che fino ad allora erano stati tramandati oralmente, come spesso è avvenuto presso le scuole hindu. Egli fu il primo a metterli per iscritto, e per questo viene considerato il fondatore del Raja Yoga, la disciplina mistica alla base dello Yoga classico (Yoga darśana), sistema filosofico-religioso dell'induismo ortodosso. Così si esprime lo storico delle religioni Mircea Eliade:
(Mircea Eliade, Lo Yoga. Immortalità e libertà, a cura di Furio Jesi, traduzione di Giorgio Pagliaro, BUR, 2010; p. 23)
Il suo insegnamento, contenuto nei 196 aforismi (sūtra) che costituiscono gli Yoga Sūtra, spiegano come arrivare, con il controllo di sé e la padronanza della mente e della sua attività (vritti), all'intima unione con la Divinità interiore.